# Українсько-південносуданські відносини
Українсько-південносуданські відносини — відносини між Україною та Республікою Південний Судан.
Україна визнала незалежність Південного Судану 11 січня 2012 року.
Українські миротворці брали участь у Місії ООН в Південному Судані.